# Siegmund Jakob Baumgarten

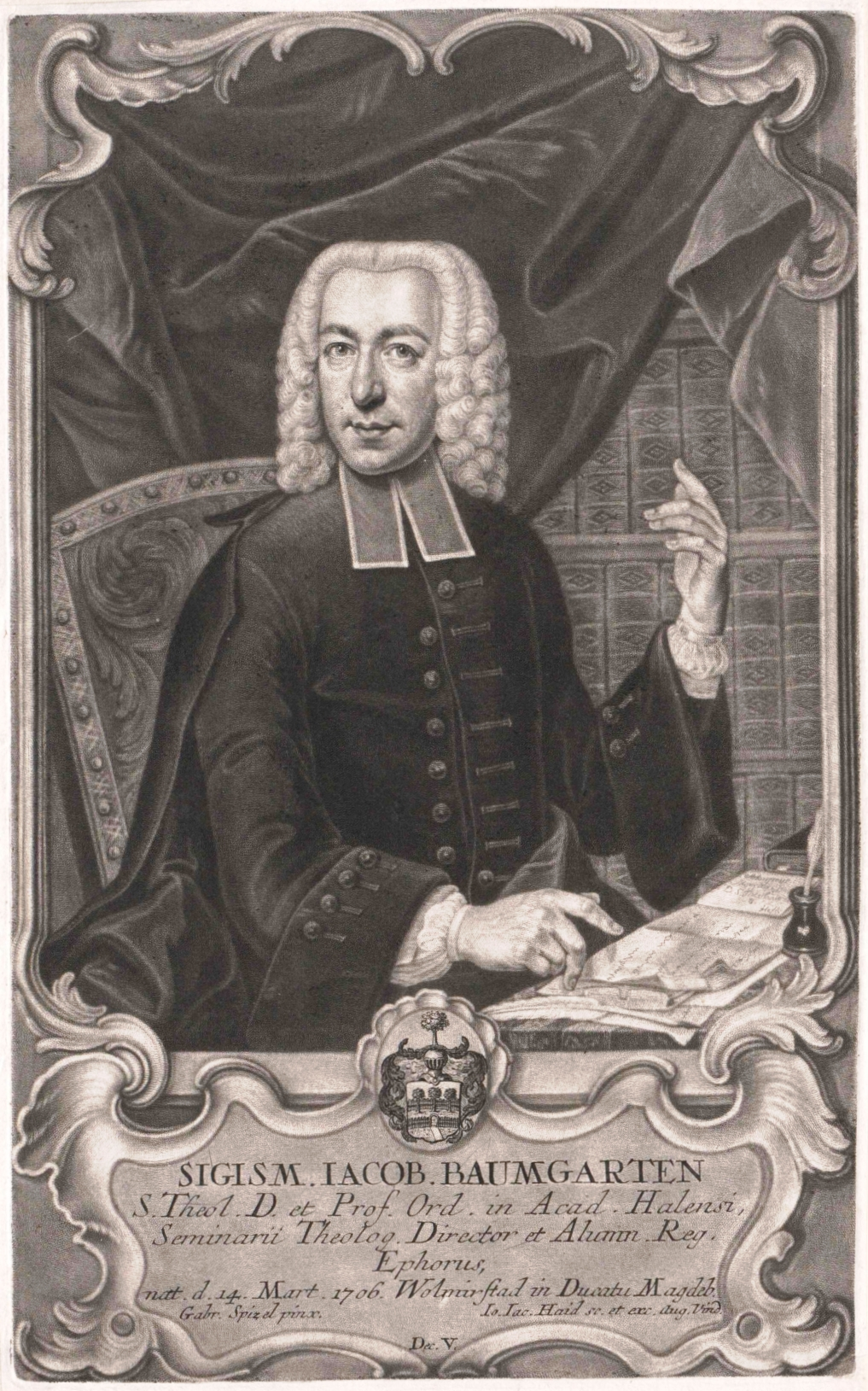
Siegmund Jakob Baumgarten.

Siegmund Jakob Baumgarten, född den 14 mars 1706 i Wolmirstedt, död den 4 juli 1757 i Halle, var en tysk evangelisk teolog. Han var bror till Alexander Gottlieb Baumgarten.
Baumgarten var dogmatiker av spener-franckeska skolan. Som teologie professor i Halle försökte han använda Wolffs demonstrativa metod på dogmatiken. Han var lärare till Semler.